# Kim Ju-ae
Kim Ju-ae (tiếng Triều Tiên: 김주애; Hancha: 金主愛; Romaja: Gim Juae; McCune–Reischauer: Kim Chuae; Hán-Việt: Kim Chủ Ái, sinh ngày 19 tháng 2 năm 2013) là con gái của lãnh đạo tối cao Triều Tiên Kim Jong-un và vợ ông là Ri Sol-ju.

## Tiểu sử
Kim Ju-ae được cho là sinh vào cuối năm 2012 hoặc đầu năm 2013. Ri Sol-ju vắng mặt trên truyền thông Triều Tiên suốt năm 2012, sau đó biết được nguyên nhân là vì bà mang thai. Quốc tế biết đến tên của Kim Ju-ae sau khi Dennis Rodman, người có mối quan hệ cá nhân rất thân thiết với Kim Jong Un, đến Triều Tiên và gặp cô bé vào năm 2013. Rodman nói "[ôm] đứa con Ju-ae của họ" và khen Kim Jong-un là "người cha tốt". Nhiều nguồn tin phỏng đoán Kim Ju-ae có một anh trai sinh năm 2010 tên là Kim Jeong-ju và một người em chưa rõ giới tính sinh năm 2017.
Kim Ju-ae xuất hiện lần đầu trước công chúng tại một vụ phóng tên lửa vào tháng 11 năm 2022. Sau đó, cô xuất hiện trước công chúng 5 lần nữa vào đầu tháng 2 năm 2023. Truyền thông nhà nước ban đầu gọi cô là con gái "yêu dấu" của Kim Jong-un nhưng sau đó bắt đầu sử dụng từ "đáng kính", đây là từ vốn chỉ dành cho những người danh giá nhất của xã hội Triều Tiên.
Một số nhà phân tích cho rằng việc Kim Jong-un công khai danh tính con gái là nỗ lực nhằm gửi thông điệp ông sẽ chuyển giao quyền lực trong gia đình như các chế độ quân chủ truyền thống, hoặc nhằm phản ứng trước sự cạnh tranh quyền lực gay gắt trong nội bộ chính phủ Triều Tiên. Điều này cũng dẫn đến suy đoán rằng cô bé đã được chọn làm người kế vị cha, khiến cô sẽ trở thành nữ lãnh đạo đầu tiên của nước này.
Để kỷ niệm vụ phóng tên lửa ngày 18 tháng 11, Cục Tem nhà nước Triều Tiên đã công bố tem bưu chính mới có hình Kim Ju-ae vào ngày 15 tháng 2 năm 2023. Ngày 18 tháng 2, truyền thông nhà nước Triều Tiên phát bản tin cho thấy cô bé cùng cha tham dự một sự kiện thể thao nhân dịp Tiết Quang Minh Tinh.